# Lupe Serrano
Guadalupe Martínez Desfassiaux (Santiago de Chile, 7 de diciembre de 1930-16 de enero de 2023), conocida por su nombre artístico Lupe Serrano, fue una bailarina de ballet y profesora de danza chilena. Desarrolló su carrera en México y posteriormente en Estados Unidos, donde formó parte de la compañía American Ballet Theatre.

## Biografía
Nació en Santiago de Chile, hija del director de orquesta español Luis Martínez Serrano y de la franco-mexicana Luciana Desfassiaux. Aunque sus padres se habían casado en México, la pareja estaba viajando por Sudamérica debido a una gira musical de Martínez. Tras el nacimiento de Lupe, su padre enfermó y la familia permaneció en Chile durante algunos años. Serrano demostró un interés por el baile desde una edad temprana y recibió sus primeras clases en aquel país.
Cuando tenía 12 años se trasladó a México junto a su familia y estudió bajo las enseñanzas de la bailarina Nelsy Dambré. Formó parte de la compañía de danza de Dambré y del Ballet de la Ciudad de México. También recibió clases de danza moderna por parte de José Limón en la Academia de la Danza Mexicana. Cuando tenía 18 años participó en una gira junto a la bailarina cubana Alicia Alonso a través de Centroamérica y Colombia.
En 1951, Serrano emigró desde México a Nueva York, donde se unió a la compañía Ballets Russes de Monte-Carlo. Tras realizar giras en Estados Unidos, Canadá y Venezuela, se integró a la compañía American Ballet Theatre en 1953. Allí trabajó con coreógrafos como George Balanchine, William Dollar, Antony Tudor y Jerome Robbins. Alcanzó la posición de prima ballerina y se retiró de los escenarios en 1971.
Además de su carrera como bailarina impartió clases de danza. Comenzó en 1968 en la universidad y en el conservatorio de Milwaukee. También enseñó en la Academia Nacional de Artes de Illinois y en la Escuela de Ballet de Pensilvania.

## Familia
En 1957 se casó con el director de orquesta Kenneth Schermerhorn, con quien tuvo una hija, Erica.